# Cristòfol Pascual i Genís
Cristòfol Pascual i Genís (València, 1823 - 1881) fou un advocat i polític valencià, diputat a les Corts Espanyoles durant el sexenni democràtic, fill de Cristòfol Pascual i Torres.

## Biografia[calcitació]
El seu pare pertanyia a una família d'advocats que durant la guerra del francès hagué de deixar els estudis per a encarregar-se de les seves terres. Estudià als escolapis i es llicencià en jurisprudència el 1845, alhora que despertava les seves aficions literàries i participava en algunes tertúlies romàntiques. Treballà com a advocat de l'Audiència de València i es va fer amic de Josep Peris i Valero, qui el va introduir en la política durant la regència d'Espartero dins les files del Partit Progressista.
Durant la Dècada Moderada va treballar en el seu propi bufet d'advocats i col·laborà a la revista La Esperanza, i després de la revolució de 1854 tornà a la política i fou escollit síndic de l'Ajuntament de València, càrrec des del qual va afrontar dues epidèmies de còlera. El 1855 fou nomenat promotor fiscal del districte de Sant Vicent, però el 1856 fou destituït pels moderats. Va ingressar a la Unió Liberal el 1858, amb la que fou escollit regidor de l'Ajuntament de València el 1862.
Durant la revolució de 1868 fou redactor de la proclama de la Junta Revolucionària i representà la Junta Valenciana en el nomenament del govern provisional a Madrid. En tornar fou nomenat vicepresident de la Diputació de València, i el 1870 president. A les eleccions generals espanyoles de 1869 fou elegit diputat per Xàtiva derrotant el candidat carlí Ramon Cabrera. El 1870 fou nomenat fiscal del Tribunal Suprem, el 1871 senador i fou escollit novament diputat per Albaida a les eleccions generals espanyoles d'agost de 1872.
A la mort de Josep Peris i Valero el 1876 fou nomenat cap del Partit Radical, amb el que fou novament síndic de l'ajuntament de València. Culturalment, va estar vincular a l'Ateneu Científic, Artístic i Literari de València, del que en fou el primer vicepresident el 1869 i president el 1876-1877 i el 1878.

## Activitat cultural
Quan Lo Rat Penat es va constituir, refusà de participar-hi per considerar-la una entitat retrògrada i separatista. Així i tot, poc després canvià d'opinió i va acabar ingressant en la societat el 1878. Fou mantenidor dels Jocs Florals de 1879 i escrigué diversos poemes en català. Ja anteriorment havia publicat alguns poemes en llengua castellana dins de revistes com El eco literario, El Valenciano, La Esmeralda o El Nacional.
En paral·lel a la seua activitat cultural, continuà exercint com a advocat, i esdevingué president de l'Acadèmia Valenciana de Jurisprudència i Legislació. Va morir en els jutjats defensant un presoner en qualitat de degà del Col·legi d'Advocats de València.